# Saturnino Huillca Quispe

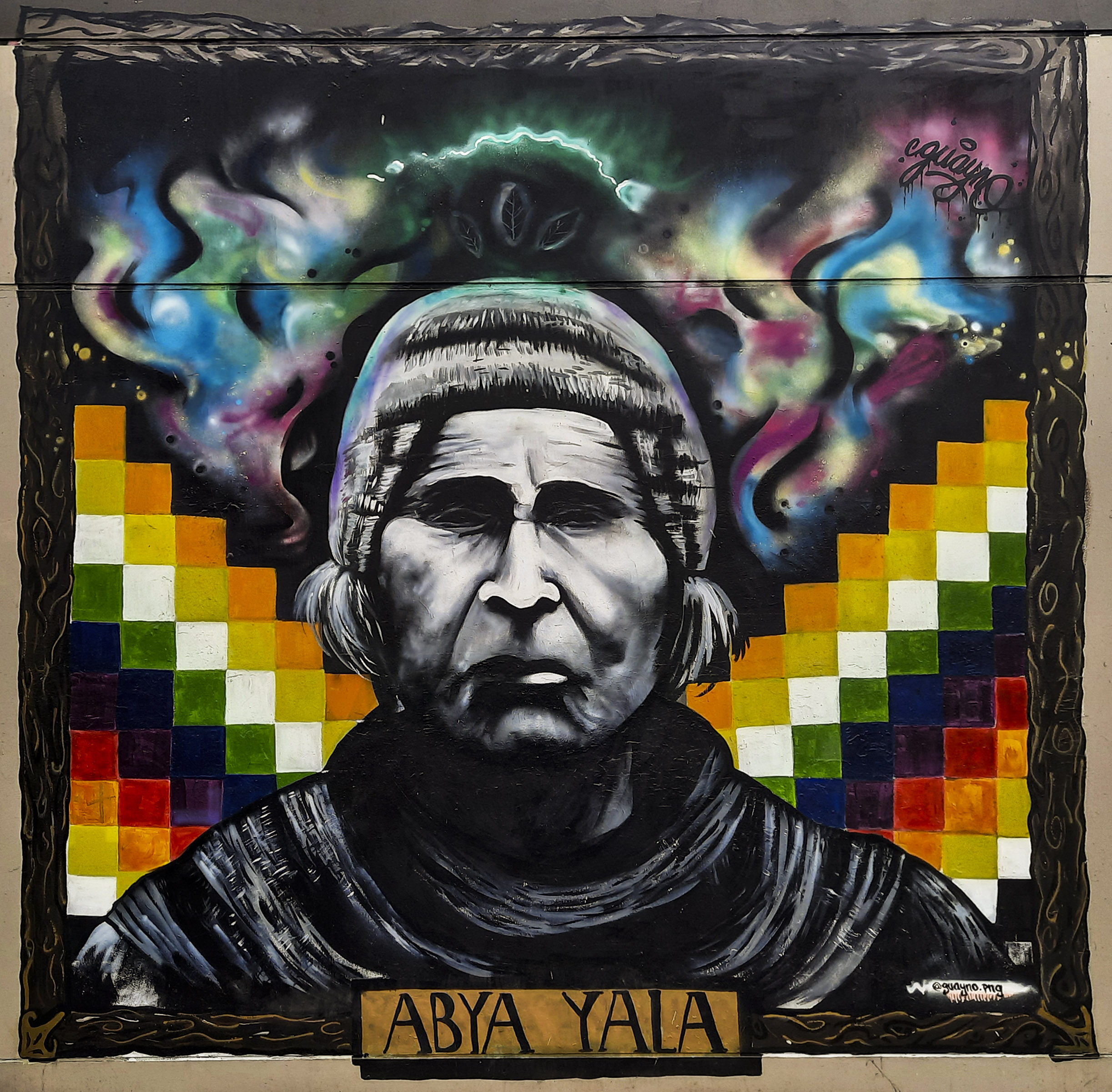
Saturnino Huillca Quispe auf einem Wandgemälde (Mural) im Distrikt La Victoria (Lima), 2023. „Abya Yala“ steht für das indigene Amerika.

Saturnino Huillca Quispe (* 1893 auf der Hacienda Chhuru, Distrikt unbekannt, Provinz Paucartambo, Region Cusco, Peru; † 1987 in Ninamarca, Distrikt Colquepata, Provinz Paucartambo) war ein peruanischer Quechua-Bauer, Gründer und Leiter von Landarbeiter-Gewerkschaften sowie Laiendarsteller in Hauptrollen von Filmen. Er spielte bei Landbesetzungen von Haciendas durch Bauern in der Region Cusco in den 1960er Jahren eine wichtige Rolle.

## Leben
Saturnino Huillca Quispe wurde 1893 auf der Hacienda Chhuru als Sohn fronabhängiger Quechua-Bauern geboren.
Um 1948 begann er, in der Bauerngewerkschaft mitzuwirken. Er gründete in Chhuru eine der ersten Landarbeitergewerkschaften, wurde deswegen von der Hacienda Chhuru vertrieben und arbeitete dann auf der Hacienda Ninamarca. 1962 wurde er Fachsekretär der neu gegründeten Federación Departamental de Campesinos del Cusco. Er nahm an den von der Confederación Campesina del Perú (CCP) getragenen Landbesetzungen in der Provinz La Convención 1962 und der Umgebung der Stadt Cusco 1963 teil, bei denen es um die Wiedererlangung des in den vorherigen Jahrzehnten durch die Großgrundbesitzer angeeigneten Bauernlandes ging. So wurde Saturnino Huillca zu einem der erfahrensten Bauernführer der peruanischen Anden. Mit seinen Reden auf Quechua, so auch auf der Plaza de Armas (Waqaypata) in Cusco, erreichte er tausende Quechua-Bauern, doch verstanden auch die vom peruanischen Staat beschützten Hacendados diese Sprache und bekamen so die Bedrohung mit. Den Landbesetzungen wurde vom peruanischen Staat mit scharfer Repression begegnet, so dass Huillca mehrfach ins Gefängnis geworfen wurde. Dennoch konnten in einigen Gegenden mit starker Gewerkschaftspräsenz die Hacendados vertrieben werden. Unter der Revolutionären Regierung der Streitkräfte unter Juan Velasco Alvarado wurden die Ländereien im Zuge der Landreform ab 1969 den alten und teilweise auch neu gegründeten Comunidades Campesinas legal übertragen und in landwirtschaftlichen Genossenschaften organisiert. Saturnino Huillca wurde zum Vorsitzenden der Genossenschaft Ninamarca gewählt.
Die indigene Bauernbewegung der peruanischen Anden in den 1960er Jahren war laut dem Historiker Howard Handelman eine der größten Bauernbewegungen der Geschichte Lateinamerikas. Hugo Neira Samanez, Journalist der Zeitung Expreso aus Lima, lernte Saturnino Huillca 1963 kennen und führte Interviews mit ihm und seiner Ehefrau Agustina Huaquira Mamani, die 1973 unter dem Titel Huillca: habla un campesino peruano veröffentlicht wurden und 1974 in der kubanischen Hauptstadt La Habana den Preis der Casa de las Américas erhielten. Da Huillca und seine Frau Huaquira ausschließlich Cusco-Quechua sprachen, wurden die Texte ins Spanische übersetzt. Die Veröffentlichung erfolgte jedoch nur in der spanischen Übersetzung, und die Originale auf Quechua wurden verworfen und sind verloren. Andererseits wurde das Buch in 13 Sprachen anderer Länder übersetzt.
Nora de Izcue erstellte in Zusammenarbeit mit Hugo Neira einen Dokumentarfilm mit dem Titel Runan Caycu (Runam kayku, „Wir sind Menschen“). Dieser beginnt mit Huillcas Zeugnis auf Quechua mit spanischen Untertiteln. Später kommt jedoch eine über Huillcas Quechua-Worte auf Spanisch eingesprochene Erzählerstimme zum Einsatz und drängt somit die Stimme des Zeitzeugen in den Hintergrund. Der Film fiel auf Grund seiner Darstellungen von Gräueltaten des Militärs in den 1960er Jahren an den Bauern unter die Zensur und wurde in Peru nie offiziell uraufgeführt, erhielt aber die Silberne Taube in Leipzig.
Saturnino Huillca spielte als quechuasprachiger Erzähler im 1974 erschienenen Spielfilm Jatun Auka (Hatun Awqa, „Der Hauptfeind“, El enemigo principal) von Jorge Sanjinés, der den Konflikt von Quechua-Bauern mit ihrem Hacendado behandelt, in den Guerilleros eingreifen, bis sie vom peruanischen Militär, angeleitet durch US-amerikanische Berater, niedergemacht werden. Zudem trat er als einer der Protagonisten im 1977 herausgekommenen Film Kuntur Wachana („Wo die Kondors geboren werden“, Donde nacen los cóndores) von Federico García Hurtado auf, der Kommunist und gleichzeitig Unterstützer der Revolutionären Regierung der Streitkräfte war. Anders als die zuvor genannten Filmemacher und Buchherausgeber beherrschte García Hurtado das Quechua und hatte auch die Bauernkämpfe begleitet. Sein Film handelt von den Kämpfen der Bauern der Hacienda Huarán bis zu ihrem Sieg und der Vertreibung des Großgrundbesitzers Oscar Fernández. Die Bauern spielen hier ihre tatsächliche Geschichte bis zur Landreform. Schließlich hatte Huillca noch einen Auftritt im Dokumentarfilm Si esas puertas no se abren von Mario Arrieta und María Barea, herausgekommen 1975.
Saturnino Huillca Quispe starb 1987 in Ninamarca unter ärmlichen Bedingungen im Alter von 94 Jahren an einer Lungenentzündung.

## Familie
Saturnino Huillca Quispe lernte mit 25 Jahren Agustina Huaquira Mamani kennen, die wie er aus Chhuru stammte, und heiratete sie nach sechs Jahren. Sie hatten zehn Kinder, von denen 1974 jedoch nur noch fünf am Leben waren: drei Töchter und zwei Söhne.

## Vermächtnis
Saturnino Huillca Quispe gilt als eine der wichtigsten Figuren für die Beendigung der Ausbeutung der indigenen Bauern durch das Hacienda-System in Peru. Aus den Aussagen Huillcas in seinem von Hugo Neira 1974 herausgegebenen Zeugnisbericht liest der peruanische Soziologe Carlos Reyna Izaguirre die klare Feststellung heraus, dass die Landreform von Velasco lediglich das legalisierte, was die Bauern großenteils schon selbst getan hatten: die Großgrundbesitzer zu vertreiben. De facto waren die Hacendados nach seiner Einschätzung 1969 nicht mehr Herren des Landes.

## Ehrungen
Im Distrikt Huancarani in seiner Heimatprovinz Paucartambo trägt eine Sekundarschule den Namen Saturnino Huillca Quispe.

## Werke
- Hugo Neira Samanez (Hrsg.), Saturnino Huillca (mündliches Zeugnis): Huillca, habla un campesino peruano. Casa de las Américas, La Habana 1974.

## Filmographie
- Nora de Izcue: Runan Caycu, 1973.
- Jorge Sanjinés: Jatun Auka, 1974.
- Mario Arrieta, María Barea:  Si esas puertas no se abren, 1975.
- Federico García Hurtado: Kuntur Wachana, 1977.